# Набаб
Набаб, набоб или наваб (урду: نواب, хинди: नवाब) е индийска феодална титла за субедар (управник) на област или на субах (цял регион) от Империята на моголите. Титлата е характерна за мюсюлманите.

## История
Думата на урду произлиза от арабска заемка за наместник – наиб. В някои области, особено Бенгалия, думата се произнася набоб. Тази вариация на изговора навлиза в чуждите езици и се налага като най-популярна.
По времето на повечето мюсюлмански управници на субконтинента съществуват и другите типични за индийците титли като махараджа и раджа, но се възприема върховенство на мюсюлманските управници. Няма определена точност на определянето на степента на зависимост на индийските монарси от мюсюлманските. Първоначално титлата не е наследствена, но при започването на упадъка на империята тя преминава в наследствена форма.
Много набоби по-късно приемат британската власт. Под тяхна власт те продължават да управляват своите малки васални кралства – Авад, Бахавалпур, Баони, Банганапал, Бопал, Камбай, Джаора, Джунагад, Калабаг, Курнул, Курвай, Паланпур (Пакистан), Патауди, Рампур, Сачин, Тонк. Други набоби са свалени от британците – например тези от Бенгалия, веднага след падането на Моголската империя през 1857 г.